# 卡米撒派
卡米撒派（法語：Camisard）是位于法国南部偏僻地区塞文山脉的胡格诺派（法国新教徒）。18世纪初期，他们发起叛乱，反抗法国国王路易十四撤销南特敕令对新教徒的迫害，卡米撒派依託當地地形和政府軍展開長達兩年的游擊戰，從1702年至1704年間多次擊敗政府軍的圍剿，因力量過於懸殊于1704年告終，但零星的抵抗依然持續十多年。當路易十四去世時，留在法蘭西境內的胡格諾派信徒在塞汶山區召開第一屆全國宗教會議，該地區成為新教在法蘭西王國的秘密據點之一。

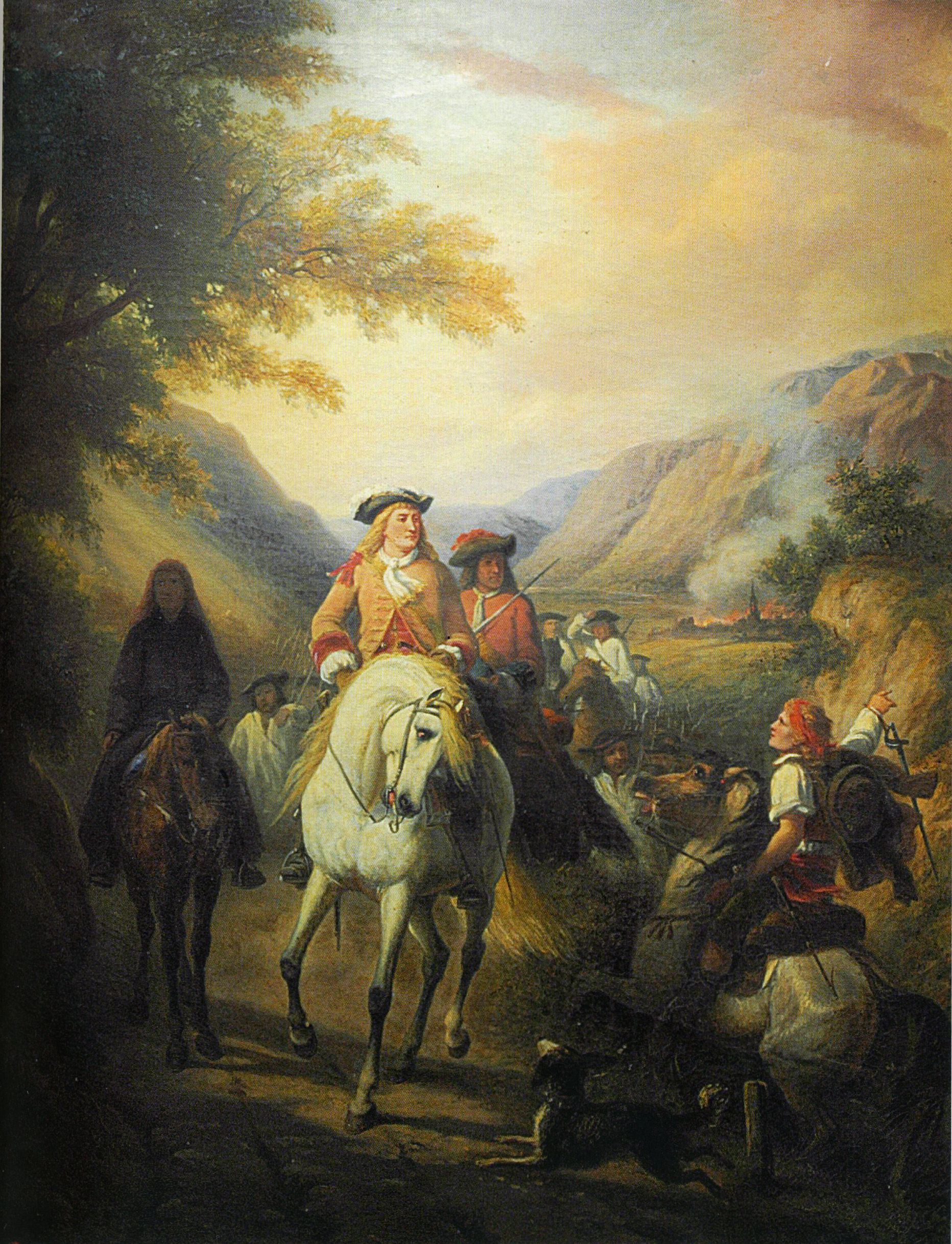
卡米撒派军事领袖让·卡瓦利耶，皮埃尔·安托万·拉布谢尔画作，1864年

## 相关事件

### 起源
卡米撒派是单纯的新教农民和工匠，他们从1702年开始反抗当局，以应对对其宗教信仰的迫害。他们抵制朗格多克总督及其军队所犯下的暴行，但认为自己忠于路易十四国王，他们认为路易十四不明智，甚至将自己命名为Lous Raiòus（“王家派”，来自朗格多克方言的raïol）。他们基本上是没有军事装备或武器的普通人，在战斗中穿简单的衬衫，卡米撒派也由此得名（朗格多克方言的camisa意为“衬衫”）。
这些卡米撒派主要生活在塞文山区，有时生活在沃纳日山（阿布迪亚·莫雷尔的情况中被称为“Catinat”）。他们对地形的完美了解和塞文山脉地形的特殊性使他们能够在类似游击战的不平等战斗中抵抗王军长达两年。因此，他们可以在一段时间内建立保护区，藏匿和治疗洞穴中的伤员，其中许多在塞文低地。他们能够通过牧羊人的小径（当地方言中的“drailles”）从一个山谷快速穿过另一个山谷，这保证了他们有罪不罚，并在叛乱开始时产生了惊人的效果。
之后，巴斯维尔将修建从弗洛拉克到加尔省圣让的山脊通路，称为“塞文悬崖小径”，以提高其部队的机动性。他们的大部分战斗发生在下塞文和平原（圣茹斯特和瓦基耶尔、索夫、萨蒂拉尔格）。1704年4月19日，卡米撒派首领让·卡瓦利耶在平原上与正规军交战，最终被蒙特雷维尔元帅决定性地击败。

### 反抗的后果
叛乱首先是由亚伯拉罕·马泽尔（Abraham Mazel）等“受启发者”的预言推动的“宗教觉醒”，然后是由没有受过高等教育的领导人领导的，如面包师之子让·卡瓦利尔（Jean Cavalier）或农民之子、前龙骑兵“卡蒂纳”（Catinat）。
叛乱开始于上塞文的布热山脉，更确切地说，是在鲁夫（圣安德烈德朗西兹）上方的维埃尔茹韦（Vieljouves）小村庄，亚伯拉罕·马泽尔在那里与皮埃尔·塞吉耶（Pierre Séguier）举行了一次秘密会议，被称为智者塞吉耶，其他一些人（主要是新教徒，如克莱蒙·居维利耶（Clément Cuvillier），他将在叛乱中扮演更谨慎的角色），1702年7月22日，他收到了一份“神圣的灵感”，命令他释放在蒙维尔桥被谢拉（Chayla）神父监禁和折磨的新教徒。1702年7月24日，在强行释放囚犯期间，修道院院长在逃跑时被杀。随后，天主教教堂被烧毁，牧师被杀害或被迫逃离。
1703年9月20日，卡米撒派屠杀了吕内尔附近萨蒂拉尔格的60名天主教居民。
在教宗克莱孟十一世的支持下，国王军士兵在蒙特雷维尔元帅（Marshal de Montrevel）的领导下，摧毁了450多个村庄，有时杀死所有居民。

### 反抗的结束
强力的镇压方法首先没有预想中的结果。当法国参与西班牙王位继承战争（1701-1714年）时，卡米撒派（不超过2000人）牵制了大约20000名王军士兵和大约3000名在周边地区集结的民兵来对抗他们。
1704年，自3月以来，王家军队的新指挥官，支持绥靖的维拉尔元帅，利用让·卡瓦利尔的失败与他会面并与他和解。经过这些谈判，卡瓦利尔于1704年5月在尼姆投降。然而，对于大多数拒绝王家建议并要求完全恢复南特敕令保障的权利的卡米撒派来说，叛乱仍在继续。但其他卡米撒领袖很快就倒下了，比如牧羊人皮埃尔·拉波尔特（Pierre Laporte），被称为“罗兰”（Rolland），他在1704年8月被背叛并被杀害，或者前士兵拉维内尔（Ravenel）被处决。这结束了叛乱的主要进程。但到了1709年和1710年，它在维瓦赖重现，直到骑士的继任者先知亚伯拉罕·马泽尔因叛国罪被捕并被处决。

## 后代

### 在法国留存新教中的作用
据确定，塞文战争后，官方急于避免再次爆发类似的战争，缓和了宗教镇压。从1715年起，许多前卡米撒派成员恢复了更加和平的观点，为逐渐恢复新教做出了贡献，新教仍然是非法和秘密的，但在安托万·库尔和返回该国的巡回牧师的领导下组织良好。

### 卡米撒派的传说
菲利普·茹塔尔（Philippe Joutard）在1977年出版的《卡米撒战争》一书中指出了塞文奥尔口述传统的活力，以及这一历史里程碑时期的“吸引力”，因为许多与这一时期无关的事实现在被纳入了卡米撒派的口述传说。口述记忆主要基于家庭记忆，它通常指忠于自己信仰的祖先，而不是领导起义的英雄。在这样的过程中，它逐渐超越了最初的宗教内容，重视抵抗和不墨守成规的态度，并决定了整个文化、政治选择和生活方式。
在同一本书中，菲利普·茹塔尔指出，即使是天主教徒，作为新教国家内的少数派，也倾向于以与他们以前的宗教对手以相同的方式重建历史。因此，卡米撒派在塞文山区的足迹特别深。